# Agapetus apalapsili
Agapetus apalapsili là một loài Trichoptera trong họ Glossosomatidae. Chúng phân bố ở miền Australasia.